# Кийненій-Марі
Кийненій-Марі (рум. Câinenii Mari) — село у повіті Вилча в Румунії. Входить до складу комуни Кийнень.
Село розташоване на відстані 184 км на північний захід від Бухареста, 44 км на північ від Римніку-Вилчі, 136 км на північ від Крайови, 103 км на захід від Брашова.

## Населення
За даними перепису населення 2002 року у селі проживали 802 особи.
Національний склад населення села:
| Національність | Кількість осіб | Відсоток |
| -------------- | -------------- | -------- |
| румуни         | 716            | 89,3%    |
| цигани         | 83             | 10,3%    |

Рідною мовою назвали:
| Мова      | Кількість осіб | Відсоток |
| --------- | -------------- | -------- |
| румунська | 717            | 89,4%    |
| циганська | 82             | 10,2%    |